# USA:s folkräkning 1800
USA:s folkräkning 1800 (engelska: 1800 United States census) var den andra folkräkningen i USA:s historia. Folkräkningen registrerade 5 308 483 invånare.